# Carasobarbus
Carasobarbus es un género de peces de la familia Cyprinidae y de la orden de los Cypriniformes. 

## Especies
- Carasobarbus apoensis (Banister & M. A. Clarke, 1977)
- Carasobarbus canis (Valenciennes, 1842)
- Carasobarbus chantrei (Sauvage, 1882)
- Carasobarbus exulatus (Banister & M. A. Clarke, 1977)
- Carasobarbus kosswigi
- Carasobarbus luteus (Heckel, 1843)

- Datos: Q5037734
- Multimedia: Carasobarbus / Q5037734
- Especies: Carasobarbus